# Jelnyiki
Jelnyiki (oroszul: Ельники) falu Oroszországban, Mordvinföldön, a Jelnyiki járás székhelye.   
Lakossága: 5905 fő (a 2010. évi népszámláláskor).

## Elhelyezkedése
Mordvinföld északi részén, Szaranszktól 137 km-re, a Kis-Varma (a Moksa mellékfolyója) partján helyezkedik el. A legközelebbi vasútállomás a köztársaság déli részén, 87 km-re fekvő Kovilkino. Csupán 30 km-re van Szarov zárt város, oroszországi nukleáris központ és kutatóintézet; az ott dolgozók gyermekei számára a Jelnyiki járásban gyermek egészségügyi- és sportközpontot hoztak létre. 

## Története
1614-et tartják az alapítás évének. 1683-ban falu volt.  1928-ban lett először járási székhely. A Jelnyiki járást ugyanis először 1928-ban hozták létre, majd megszüntetése után 1935-ben újból. 
A járás mezőgazdaságát a hús- és tejirányú állattenyésztés jellemzi. Termékeit részben a helyi élelmiszeripari cég (Jolocska) dolgozza fel. Építőanyagipari és fafeldolgozó üzem is működik.
A járás korábban legnagyobb iparvállalata, az egykori Rádiógyár (Ragyiozavod) 2009-ben már a pervomajszki (Nyizsnyij Novgorod-i terület) Transzpnyevmatyika Rt. egyik üzemeként folytatta tevékenységét.
2014 nyarán avatták fel a falu új, szintetikus borítású pályával ellátott, 500 fő befogadású „stadionját”.